# Софі Доротея Брауншвейг-Целльська
Софі Доротея Брауншвейг-Люнебург-Целльська (нім. Sophie Dorothea von Braunschweig-Lüneburg-Celle; 15 вересня 1666, Целле — 13 листопада 1726, Альден, Нижня Саксонія) — курпринцеса Ганновера, дружина курпринца Георга I Людвіга, майбутнього короля Великої Британії. Увійшла в історію як принцеса Альденська, світська особа та політична діячка.

## Дитинство
Софі Доротея була єдиною дочкою і спадкоємицею герцога Георга Вільгельма Брауншвейг-Люнебург-Целльського в його узаконеним імператором Священної Римської імперії Леопольдом I шлюбі з гугеноткою Елеонорою де Ольбрьоз. Її дідусь та бабуся по батьківській лінії — Георг Брауншвейг-Каленбергський та ландграфиня Анна Елеонора Гессен-Дармштадтська.
Дитинство Софі Доротеї протікало безтурботно. Її батьків пов'язувало щире кохання, що було рідкістю серед їх стану в ті часи, і вони дарували тепло і любов своїй талановитій доньці. Уже в 12 років їй стали підшукувати чоловіка. Її батько перевів на неї великі майнові цінності, і це багатство сприяло тому, щоб Софі Доротея стала цікавою партією в матримоніальних планах цілого ряду молодих князів.
До Софі Доротеї сваталися принц Август Фрідріх Брауншвейг-Вольфенбюттельський, герцог Фрідріх Карл Вюртемберг-Віннентальський, Максиміліан II Емануель Баварський та шведський король Карл XI з дому Пфальц-Цвейбрюккен. Але Софі Доротею видали за старшого сина молодшого брата її батька, як виконання наявної між братами домовленості.

## Шлюб
Принцеса Софі Доротея вступила в шлюб 18 листопада 1682 року в каплиці Целльського палацу зі своїм кузеном курпринцом Георгом Людвігом, майбутнім королем Великої Британії Георгом I. Спочатку шлюб здавався щасливим. Софі Доротея народила двох дітей.
Після народження дітей вони охололи одне до одного. Курпринц віддавав перевагу своїй давній коханці Мелюзіні фон дер Шуленбург. Свекруха Софі Доротеї Софія Ганноверська, від якої після самих заручин колись відмовився її батько, вважала невістку позашлюбною і не любила її.

## Граф Кенігсмарк
На початку 1688 року до Ганноверу прибув друг дитинства Софі Доротеї, граф Філіп Крістоф фон Кенігсмарк зі старовинного бранденбурзького дворянського роду (онук генерал-фельдмаршала Ганса Христофа фон Кенігсмарка). Він служив в чині полковника в лейб-гвардії герцога Ернста Августа і брав участь у військовому поході проти Франції. Його положення дозволяло йому часто бувати при дворі. Необережно виражена перевага графу, який виріс пажом при дворі її батька, дало ганноверському двору підстави підозрювати Софі Доротею в негожих відносинах з Кенігсмарк.
Після гучної сварки з чоловіком Софі Доротея виїхала навесні 1694 року до батьків у Целле. Вони не схвалили розриву з курпринцем. Батько Софі Доротеї сподівався отримати у свого брата фінансову підтримку після війни проти Данії та Швеції. Тому батьки відправили Софі Доротею назад до Ганновера. Влітку 1694 роки Софі Доротея будувала з Кьонігсмарком та своєю придворною дамою Елеонорою фон дем Кнезебек плани втечі до Вольфенбюттеля до герцога Антону Ульріху Брауншвейзькому або до Саксонії, де граф отримав місце генерал-майора від кавалерії.

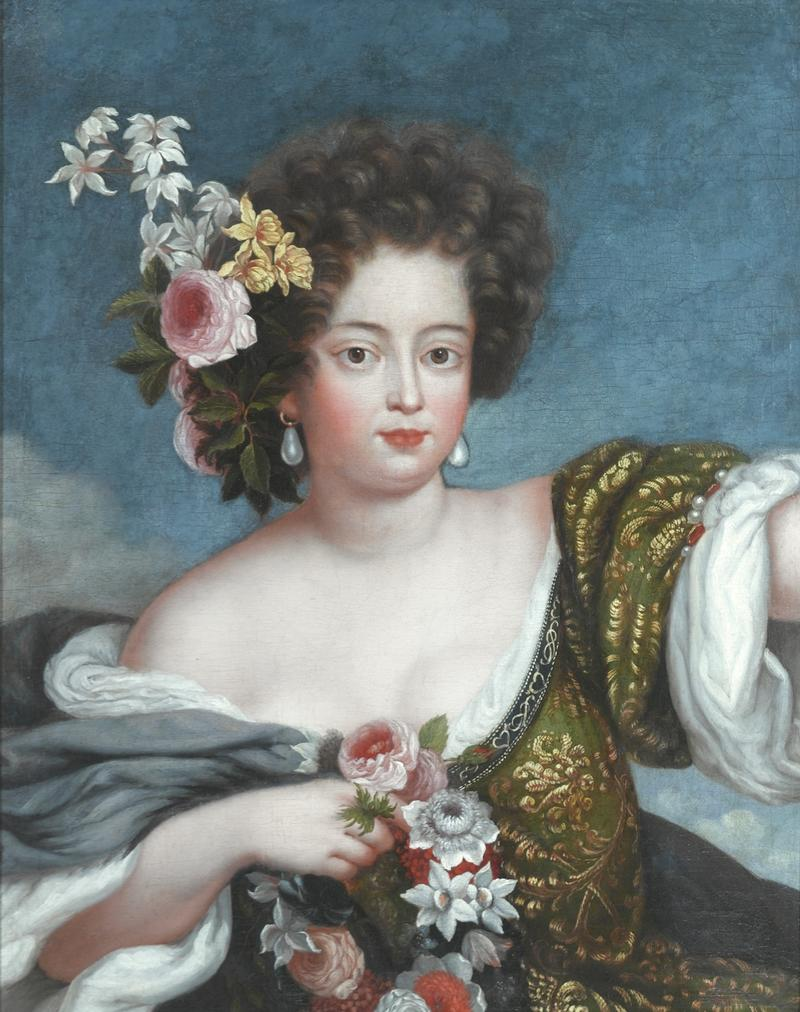
Софія Доротея Брауншвейг-Люнебурзька

Через коханку курфюрста графиню Клару Елізабет фон Платен при дворі стало відомо про любовний зв'язок між принцесою та графом і планах їх втечі. Доказами послужило їх листування. Вночі 1 липня 1694 року граф Кенігсмарк безслідно зник у Ганноверському палаці. Софі Доротея так ніколи і не дізналася точно, що з ним сталося. Очевидним було лише те, що граф Кенігсмарк був убитий за наказом курфюрста Ернста Августа. Тіло не було знайдено, офіційно граф вважався безвісти зниклим. Точний хід подій так і не було встановлено, можливо наявні документи було знищено.
Зникнення графа Кенігсмарка стало скандалом державного масштабу, що привернув до себе увагу не тільки родичів, дипломатів і народу. Король Людовик XIV намагався прояснити ситуацію у своєї невістки Лізелотти Пфальцької і направив до Ганновера своїх агентів. Пролити світло на цю темну історію не вдалося і Августа Сильному, який оголосив багатотижневі пошуки свого зниклого генерала, який також був братом коханки курфюрста Аврори фон Кенігсмарк. Про допомогу в розслідуванні зникнення свого брата його просила і Аврора фон Кенігсмарк. Курфюрст Ернст Август і герцог Георг Вільгельм звернулися зі скаргою на саксонського курфюрста до імператора Священної Римської імперії Леопольда I. Незважаючи на тиск, який здійснив імператор та бранденбурзький курфюрст Фрідріх III, посланці Августа продовжували робити свою роботу.
Щоб уникнути розголосу Кенігсмарк передав листи Софі Доротеї своєму родичу, шведському графу Карлу Густаву фон Левенгаупта. Спадкоємці Левенгаупта запропонували ганноверському двору викупити документи за дуже великі гроші. У Ганновері відмовилися і висловили сумнів в автентичності листування. В середині XIX століття листування було опубліковане. Велика частина листів сьогодні знаходиться у власності Лундського університету. Декілька листів опинилися в руках онука Софі Доротеї Фрідріха II, як вважається, вони були викрадені за наказом сестри Фрідріха королеви Швеції Луїзи Ульріки. Після смерті Фрідріха листи осіли в Таємному державному архіві Фонду прусської культурної спадщини. Сьогодні їх ідентичність повністю встановлена.

## Розлучення і висновок
Фізичного усунення графа Кенігсмарка було недостатньо для відновлення честі курпринца. Він хотів розлучитися з невірною дружиною. У 1694 році Софі Доротея була відправлена до Альденського замку. Звідти її перевезли до палацу Лауенау, де відбувся шлюборозлучний процес. 28 грудня 1694 року шлюб між курпринцем та Софі Доротеєю був розірваний. Софі Доротея була визнана винною в подружній зраді, їй було заборонено одружуватись повторно і бачити своїх дітей. Її ім'я було видалено з усіх офіційних документів, воно не згадувалося в молитвах. Софі Доротея втратила і титул курпринцеси.
Після винесення вироку вона була вислана до віддаленого Альденського замку для ув'язнення, хоча про те, що колишня курпринцеса повинна була провести решту свого життя під замком у вироку не було ні слова. Вона була позбавлена свого майна, але їй виплачувалося річне утримання, спочатку 8 тисяч талерів, а пізніше воно було збільшено до 28 тисяч, які виплачувалися їй її батьком і свекром порівну. Принцесу охороняла команда чисельністю 40 чоловік. Контакти принцеси та її пошта суворо контролювалися. Але Софі Доротея ніколи й не намагалася втекти.
Спочатку полонянці дозволялося перебувати тільки в приміщеннях замку, потім їй дозволили прогулянки в супроводі. Після двох років ув'язнення Софі Доротеї дозволили прогулянки в кареті на відстань до двох кілометрів. Її ув'язнення кілька разів переривалося війнами та будівельними роботами, коли принцеса перебувала в палаці в Целле або Ессель. Їй дозволялося приймати відвідувачів, мати Софі Доротеї отримала необмежене право бачитися з дочкою. При Софі Доротеї постійно перебували дві придворні дами, декілька камеристок та обслуговчий персонал.
Софі Доротеї дозволили називатися принцесою Альденською за місцем свого проживання. У перші роки вона демонструвала повну апатію і байдужість, але потім намагалася змінити свою долю. Коли в 1698 році помер її колишній свекор, Софі Доротея відправила своєму колишньому чоловікові лист зі співчуттями і благаннями про прощення і побаченні з дітьми. Вона написала лист зі співчуттями і курфюрстіні Софії, але ні на один з листів не було реакції.
Помираючий батько Софі Доротеї в 1705 році безуспішно просив Ганноверського прем'єр-міністра Бернсторфа дати йому можливість побачитися наостанок з донькою. Після смерті матері Софі Доротея, що залишилася одна в оточенні своїх недругів, сподівалася на зустріч зі своєю донькою. Хоча королева Пруссії і приїжджала до Ганноверу в 1725 році, щоб побачитися зі своїм батьком, який уже став королем Англії, але надії матері на зустріч виявилися марними.
У житті Софі Доротеї залишилася одна радість — їжа. Вона стала гладшати під час відсутності достатнього фізичного навантаження і страждати від застуд та порушень травлення. На початку 1726 року в неї трапився удар, з серпня 1726 року Софі Доротея не вставала з ліжка через гострі коліки. Вона відмовилася від лікарської допомоги та від їжі. Протягом декількох тижнів її стан внаслідок голодування став критичним.
Софі Доротея померла від закупорки жовчного міхура, в якому під час розтину було виявлено 60 каменів. Георг I заборонив жалобні заходи в Ганновері і був вкрай обурений тим, що його донька оголосила траур за своєю матір'ю в Берліні .
Похорон Софі Доротеї перетворилися на фарс. Охорона не отримала ніяких вказівок щодо поховання і поставила свинцеву труну з тілом принцеси в підвалі. У січні 1727 року з Лондона надійшов наказ поховати тіло без будь-яких церемоній на кладовищі Альдена, що виявилося неможливим через рясні дощі. Так труна знову опинилася у підвалі замку і була засипана піском.
Лише в травні 1727 року Софі Доротея знайшла останній притулок у сімейному склепі міської церкви Святої Марії в Целле.

## Родина
Чоловік — Георг I Людвіг, майбутній король Великої Британії Георг I
Діти:
- Георг Август, майбутній король Великої Британії Георг II
- Софі Доротея.